# 도사와 살아보기
《도사와 살아보기》는 대한민국의 TV조선의 프로그램이다. 일명 '동거인'이라 불리는 출연자가 자신만의 분야에서 궁극의 경지에 다다른 고수중의 고수인 '도사'를 찾아가 2박 3일 동안 함께 하며 도사가 된 과정과 비법들을 세밀하게 들여다보는 리얼 동거 프로그램이다.

## 방송 시간
- 2013년 4월 25일 ~ 2013년 6월 8일 : 매주 목요일 오후 8시 40분